# نادي كروزيرو
نادي كروزيرو الرياضي (بالبرتغالية: Cruzeiro Esporte Clube‏) ، أو المعروف بكروزيرو، وهو نادي كرة قدم برازيلي في مدينة بيلو هوريزونتي في ميناس غرياس، وأسس في 2 يناير 1921، وهو النادي البرازيلي الوحيد الذي فاز في الثلاثية البرازيلية، حيث فاز في لقب الدوري البرازيلي وكأس البرازيل وكأس الولايات في عام 2003.
بعدما كان دور كروزيرو بيلو هوريزونتي يقتصر على تمثيل الجالية الإيطالية في المسابقات الرياضية بإقليم ميناش جيرايش، شهد النادي تطوراً ملحوظا بوتيرة مهولة إلى أن بات عملاقاً من عمالقة كرة القدم في البرازيل، حيث أصبح يتمتع بشعبية جماهيرية واسعة ويزخر بسجل حافل بالألقاب. وفيما يلي ينقلكم في جولة لسبر أغوار تاريخ هذا النادي العريق واكتشاف أبرز نجومه وأساطيره مثل توستاو ورونالدو.
بات يملك كروزيرو بيلو هوريزونتي قاعدة جماهيرية كبيرة تمثل مختلف فئات المجتمع البرازيلي بشتى مشاربها الثقافية والعرقية. ولعل هذا كان سبباً كافياً لكي يكف البعض عن ربط مسار هذا النادي بالجالية الإيطالية في البرازيل، رغم أن الفريق تأسس يوم 2 يناير\كانون الثاني 1921 في إقليم ميناش جيرايش تحت اسم سوتشيتا سبورتيفا باليسترا إيطاليا بقميص امتزج فيه الأبيض بالأحمر والأخضر نسبة إلى ألوان العلم الإيطالي. وكانت أول مباراة يخوضها النادي في تاريخه أمام نادي أتليتيكو مينيرو، الذي سيصبح فيما بعد غريمه الأزلي، حيث حقق كروزيرو فوزاً ساحقاً بثلاثية نظيفة.
وحتى عام 1925، لم يكن النادي يقبل في صفوفه سوى أبناء العائلات الإيطالية. وقد حقق أول ألقابه تحت اسم باليسترا إيطاليا عندما تربع على عرش دوري ميناش جيرايش بين 1928 و1930. ثم جاء التغيير في يناير\كانون الثاني 1942 أثناء الحرب العالمية الثانية، بعدما أصدرت الحكومة البرازيلية قانوناً يمنع على أي مؤسسة خاصة حمل اسم يحيل على إحدى دول المحور (ألمانيا وإيطاليا واليابان)، فما كان من إدارة النادي إلا أن غيرت اسمه من «باليسترا إيطاليا» إلى «باليسترا مينيرو».
ولم يكتفِ المسؤولون بتعديل الاسم فقط، بل قرروا إدخال تغييرات على القميص كذلك، فأصبح النادي يلعب بالأزرق والأبيض عوض الأحمر والأخضر والأبيض. كما قاموا بتغيير اسم الفريق في مرحلة أولى إلى إيبيرانجا، ثم تحول بعدها بشهر واحد (في السابع من أكتوبر\تشرين الأول 1942) إلى كروزيرو سبورت كلوب، نسبة إلى رمز «كروزيرو دو سول» (صليب الجنوب) الذي بات جزءاً لا يتجزأ من شعار النادي.
واصل كروزيرو ما بدأه باليسترا حيث حقق درع بطولة مينيرو ثلاث مرات متتالية بين 1943 و1945 بفضل أهداف نيجينيو وإسماعيل. وخلال هذه الفترة بالذات، أصبح النادي يحمل لقب «الثعلب» نسبة إلى رئيسه ماريو جروسو الذي تسلم مقاليد إدارته بين عامي 1942 و1947 واشتهر بدهائه ومشاكسته. وبعد أزمة قصيرة في عام 1952، اضطر فيها النادي للتخلي عن جميع لاعبيه ليتقهقر إلى مستوى الهواية على امتداد سنوات، عاد كروزيرو إلى الواجهة بفضل جيل ذهبي من اللاعبين الذين نقلوا شعبيته إلى المستوى الوطني والقاري، متجاوزاً بذلك حدود إقليم ميناش جيرايش.
وعندما اكتملت أشغال بناء ملعب مينيراو عام 1965، تمكنت كرة القدم في هذه الولاية من الارتقاء إلى أعلى المراتب على الصعيد الوطني، حيث بات كروزيرو يضم في صفوفه ما بات يُعرف بأفضل جيل من اللاعبين في تاريخ النادي. فبعدما تربعت الكتيبة الزرقاء على عرش بطولة مينيرو في ثلاثة مواسم متتالية بين 1959 و1961، جاء الدور على نجوم شابة بقيادة بيازا وديكريو لوبيس والأسطورة إيدواردو جونسالفيش دي أندرادي المشهور بلقب توستاو. ففي عهد هؤلاء المهرة، تمكن كروزيرو من كتابة اسمه بأحرف من ذهب في تاريخ كرة القدم البرازيلية عندما حقق الكأس الوطنية عن جدارة واستحقاق عام 1966، وهي المسابقة التي عوضتها البطولة البرازيلية عام 1971. وقد جاء ه
ذا التتويج التاريخي عقب الفوز في مباراة نهائية مثيرة على العملاق سانتوس الذي كان مدججاً بنجوم كبار على رأسهم الأسطورة بيليه.
وبعد هذه الحقبة الحافلة، اكتشفت جماهير كروزيرو جيلاً ذهبياً جديداً تمكن من رفع سقف طموحات النادي والرقي به إلى الشهرة العالمية. فبعد انتداب بالينيا وجواوزينيو ونيلينيو، نجح الفريق في الحلول وصيفاً لبطل البرازيل مرتين متتاليتين (1974 و1975) قبل أن يحقق لقب كوبا لبيرتادوريس عام 1976 بفوزه على ريفر بلايت. وبعدها بعام واحد، كاد نجوم ميناش جيرايش أن يتربعوا على عرش أندية أمريكا الجنوبية للعام الثاني على التوالي، إلا أنهم لم يتمكنوا من اجتياز عقبة بوكا جونيورز في موقعة الحسم.
وبينما تراجع مستوى كروزيرو في مرحلة الثمانينات، فُتحت شهية النادي على الألقاب في آخر عقود القرن العشرين، حيث فاز عام 1993 بكأس البرازيل لأول مرة في تاريخه بفضل تألق الأسطورة رونالدو نازاريو دا ليما. ثم عاد أبناء القلعة الزرقاء لحمل كأس بلاد السامبا عام 1996، ضامنين بذلك مشاركتهم في كوبا لبيرتادوريس خلال الموسم الموالي. وبفضل تألق الحارس ديدا، تمكن كروزيرو من الفوز باللقب القاري للمرة الثانية في تاريخه بعدما فاز على سبورتينج كريستال البيروفي.
ثم امتدت هذه المسيرة المظفرة إلى الألفية الثالثة، إذ حقق النادي إنجازاً تاريخياً سنة 2003 بخطف ثلاثية ستبقى عالقة في الأذهان. فبعد التربع على عرش ميناش جيرايش، عاد رفاق أليكس لحصد رابع كأس برازيلية في تاريخ القلعة الزرقاء ومن ثم الفوز بأول لقب للبطولة البرازيلية.
هبط كروزيرو إلى الدرجة الثانية لأول مرة في التاريخ في 8 كانون الأول (ديسمبر) 2019، بعد هزيمته من قبل نادي بالميراس على أرضه بنتيجة 2-0.

## الملعب
رغم أن كروزيرو يفخر ببنية رياضية رائعة تضم مركزين للتدريب، إلا أن النادي لا يملك ملعباً خاصاً به، إذ يتقاسم مع غريمه التقليدي أتليتيكو مينيرو ملعب ماجالايش بينتو، المعروف باسم مينيراو، والذي يوجد في ملكية حكومة ميناش جيرايش. فبعدما فتح أبوابه يوم 5 سبتمبر\أيلول 1965، شهد هذا الصرح التاريخي حضوراً جماهيرياً غفيراً فاق 130 ألف متفرج في بعض الأحيان، لكن طاقته الاستيعابية تقلصت إلى 75.783 مقعد بعد اعتماد معايير أمن وسلامة حديثة.

## البطولات التي حققها
أبرز الألقاب:
- الدوري البرازيلي: (4) 1966، 2003، 2013. 2014
- كأس البرازيل: (4) 1993، 1996، 2000، 2003.
- البطولة البرازيلية: (1) 1966.
- بطولة مينيرو (إقليم ميناش جيرايش): (37) 1926، 1928، 1929، 1930، 1940، 1943، 1944، 1945، 1956، 1960، 1961، 1965، 1966، 1967، 1968، 1969، 1972، 1973، 1974، 1975، 1977، 1984، 1987، 1990، 1992، 1994، 1996، 1997، 1998، 2003، 2004، 2006، 2008، 2009، 2011. 2014

## البطولات الخارجية
- كوبا ليبرتادوريس (2) 1976، 1997.
- سوبركوبا ماسترز (1) 1994.
- كوبا سوداميريكانا (1) 1995.
كوبا سوداميريكانا للأندية الفائزة بالكأس (1) 1998.
- الألقاب المشار إليها هنا تعتبر الأهم التي نالها النادي، ولهذا فإنها لا تمثل قائمة كاملة بإنجازاته.*

## أبرز اللاعبين
- أليكس
- كريس
- إيدلسون
- إليبر
- ديدا
- فريد
- جارزينيو
- ريفالدو
- رونالدو
- سيرجينيو
- توستاو
- خوان بابلو سورين
- مالدونادو

## أشهر المدربين
- لويس فيليب سكولاري
- واندرلي لكسومبورغو
- بابلو أوتوري
- إيمرسون لياو

## تشكيلة الفريق
- 1- فابيو حارس مرمى
- 2- جوناثان مدافع
- 3- أندريه لويس مدافع
- 4- لويزاو مدافع
- 5- ديوغو مدافع
- 6- جوليو سيزار مدافع
- 7- فرانسيمار خط وسط
- 8- فابيو سانتوس مدافع
- 9- رونالدو مهاجم
- 10- واغنر خط وسط
- 11- جيوفاني مهاجم
- 12- لاورو حارس مرمى
- 13- تياغو هيلينو مدافع
- 14- غلادستون مدافع
- 16- إلسون خط وسط
- 17- دييغو مهاجم
- 18- فريرا مهاجم
- 19- ساندرو خط وسط
- 20- كيرلون خط وسط
- 21- جونيلسون مدافع
- 22- غابرييل مدافع
- 23- مارتينز خط وسط
- 25- فابيو بينتو مهاجم
- 27- إليزيو مدافع
- 29- فلافيو حارس مرمى
- 30- لياندرو مدافع
- 31- ميتشيل مدافع
- 32- لي سيلفا خط وسط
- 36- ألدو مدافع
- 37- جوناثاس مهاجم
- 38- كارلينهوس بالا مهاجم
- 40- أراجو مهاجم
- بيدرو جونيور
- لياندرو دومنيغيس
- فليبي غابرييل

## وصلات خارجية

### موقع رسمي
- Official website (بالبرتغالية)

### أخبار
- Cruzeiro at GloboEsporte (بالبرتغالية)
- Cruzeiro at SuperEsportes (بالبرتغالية)
- Cruzeiro at Placar (بالبرتغالية)
- Cruzeiro at Lancenet (بالبرتغالية)
- Cruzeiro at UOL Esporte (بالبرتغالية)